# Diskografie Genesis
Diskografie Genesis je seznam oficiálně vydaných alb skupiny Genesis.

## Alba

### Studiová alba
| Rok  | Název a informace | Pozice | Pozice | Pozice | Pozice | Pozice | Pozice | Pozice | Pozice | Pozice | Pozice | Pozice | Certifikáty                                                       |
| Rok  | Název a informace | UK     | AT     | BE     | FI     | FR     | GE     | NL     | NO     | SE     | SW     | US     | Certifikáty                                                       |
| ---- | --- | ------ | ------ | ------ | ------ | ------ | ------ | ------ | ------ | ------ | ------ | ------ | ----------------------------------------------------------------- |
| 1969 | From Genesis to Revelation - Vydáno: 7. března 1969 - Vydavatelství: Decca - Formáty: CD, CS, LP                                 | —      | —      | —      | —      | —      | —      | —      | —      | —      | —      | 170    |                                                                   |
| 1970 | Trespass - Vydáno: 23. října 1970 - Vydavatelství: UK Charisma; US Impulse - Formáty: CD, CS, LP                                 | 98     | —      | 1      | —      | —      | —      | —      | —      | —      | —      | —      |                                                                   |
| 1971 | Nursery Cryme - Vydáno: 12. listopadu 1971 - Vydavatelství: UK Charisma; US Charisma (Buddah) - Formáty: CD, CD, LP              | 39     | —      | —      | —      | —      | —      | —      | —      | —      | —      | —      |                                                                   |
| 1972 | Foxtrot - Vydáno: 6. října 1972 - Vydavatelství: UK Charisma; US Charisma (Buddah) - Formáty: CD, CS, LP                         | 12     | —      | —      | —      | —      | 45     | —      | —      | —      | —      | —      | FRA: Gold                                                         |
| 1973 | Selling England by the Pound - Vydáno: 12. října 1973 - Vydavatelství: UK Charisma; US Charisma (Atlantic) - Formáty: CD, CS, LP | 3      | —      | —      | —      | —      | —      | —      | —      | —      | —      | 70     | FRA: Gold UK: Silver US: Gold                                     |
| 1974 | The Lamb Lies Down on Broadway - Vydáno: 18. listopadu 1974 - Vydavatelství: UK Charisma; US ATCO - Formáty: CD, CS, LP          | 10     | —      | —      | —      | —      | —      | —      | —      | —      | —      | 41     | FRA: Gold UK: Gold US: Gold                                       |
| 1976 | A Trick of the Tail - Vydáno: 20. února 1976 - Vydavatelství: UK Charisma; US ATCO - Formáty: CD, CS, LP                         | 3      | —      | —      | —      | —      | 43     | —      | —      | 17     | —      | 31     | FRA: Gold UK: Gold US: Gold                                       |
| 1976 | Wind & Wuthering - Vydáno: 27. prosince 1976 - Vydavatelství: UK Charisma; US ATCO - Formáty: CD, CS, LP                         | 7      | —      | —      | —      | —      | 19     | —      | 12     | 21     | —      | 26     | FRA: Gold UK: Gold US: Gold                                       |
| 1978 | ...And Then There Were Three... - Vydáno: 7. dubna 1978 - Vydavatelství: UK Charisma; US Atlantic - Formáty: CD, CS, LP          | 3      | 17     | —      | —      | —      | 2      | —      | 7      | 22     | —      | 14     | FRA: Gold GER: Gold UK: Gold US: Platinum                         |
| 1980 | Duke - Vydáno: 28. března 1980 - Vydavatelství: UK Charisma; US Atlantic - Formáty: CD, CS, LP                                   | 1      | 14     | —      | —      | —      | 2      | —      | 4      | 9      | —      | 11     | FRA: Gold UK: Platinum US: Platinum                               |
| 1981 | Abacab - Vydáno: 18. září 1981 - Vydavatelství: UK Charisma; US Atlantic - Formáty: CD, CS, LP                                   | 1      | —      | —      | —      | —      | 6      | —      | 4      | 11     | —      | 7      | FRA: Gold GER: Gold UK: Gold US: 2× Platinum                      |
| 1983 | Genesis - Vydáno: 3. října 1983 - Vydavatelství: UK Charisma/Virgin; US Atlantic - Formáty: CD, CS, LP                           | 1      | 2      | —      | —      | —      | 1      | —      | 2      | 12     | 2      | 9      | FRA: Platinum GER: Platinum UK: 2× Platinum US: 4× Platinum       |
| 1986 | Invisible Touch - Vydáno: 9. června 1986 - Vydavatelství: UK Charisma/Virgin; US Atlantic - Formáty: CD, CS, LP                  | 1      | 5      | —      | —      | 8      | 2      | —      | 3      | 4      | 4      | 3      | FRA: Platinum GER: Platinum UK: 4× Platinum US: 6× Platinum       |
| 1991 | We Can't Dance - Vydáno: 11. listopadu 1991 - Vydavatelství: UK Virgin; US Atlantic - Formáty: CD, CS, LP                        | 1      | 1      | —      | —      | 2      | 1      | 97     | 1      | 4      | 1      | 4      | FRA: 2× Platinum GER: 5× Platinum UK: 5× Platinum US: 4× Platinum |
| 1997 | Calling All Stations - Vydáno: 1. září 1997 - Vydavatelství: UK Virgin; US Atlantic - Formáty: CD, CS, LP                        | 2      | 6      | 13     | 19     | 5      | 2      | 9      | 2      | 11     | 3      | 54     | FRA: Gold GER: Gold UK: Gold                                      |

### Koncertní alba
| Rok  | Název a detaily                                                                         | Pozice | Pozice | Pozice | Pozice | Pozice | Pozice | Pozice | Pozice | Pozice | Pozice | Certifikáty |
| Rok  | Název a detaily                                                                         | UK     | AT     | BE     | FR     | GE     | NL     | NO     | SE     | SW     | US     | Certifikáty |
| ---- | --------------------------------------------------------------------------------------- | ------ | ------ | ------ | ------ | ------ | ------ | ------ | ------ | ------ | ------ | ----------- |
| 1973 | Genesis Live - Vydáno: 3. srpna 1973 - Vydavatelství: Charisma                          | 9      | —      | —      | —      | —      | —      | —      | —      | —      | 105    |             |
| 1977 | Seconds Out - Vydáno: 21. října 1977 - Vydavatelství: Charisma                          | 4      | —      | —      | —      | 17     | —      | —      | 26     | —      | 47     |             |
| 1982 | Three Sides Live - Vydáno: 1. června 1982 - Vydavatelství: Charisma                     | 2      | —      | —      | —      | 22     | —      | 14     | 49     | —      | 10     | US: Gold    |
| 1992 | The Way We Walk, Vol I: The Shorts - Vydáno: 16. listopadu 1992 - Vydavatelství: Virgin | 3      | 8      | 28     | —      | 2      | 22     | —      | 40     | 4      | 35     | US: Gold    |
| 1993 | The Way We Walk, Vol II: The Longs - Vydáno: 11. ledna 1993 - Vydavatelství: Virgin     | 1      | 12     | —      | —      | 2      | 5      | 17     | 33     | 3      | 20     |             |
| 2007 | Live Over Europe 2007 - Vydáno: 26. listopadu 2007 - Vydavatelství: Virgin              | 51     | 47     | —      | 93     | 16     | 70     | —      | —      | 62     | —      |             |

### Kompilační alba
| 1986                                     | Rock Theatre - Vydáno: - Vydavatelství: - Formáty:                                                 | —   | —   | —  |
| 1998                                     | Genesis Archive 1967–75 - Vydáno: 22. června 1998 - Vydavatelství: - Formáty:                      | 35  | —   | 75 |
| 1999                                     | Turn It On Again: The Hits - Vydáno: 25. října 1999 - Vydavatelství: - Formáty:                    | 4   | 65  | 1  |
| 2000                                     | Genesis Archive 2: 1976–1992 - Vydáno: 6. listopadu 2000 - Vydavatelství: - Formáty:               | 103 | —   | —  |
| 2004                                     | Platinum Collection - Vydáno: 29. listopadu 2004 - Vydavatelství: - Formáty:                       | 21  | 100 | 15 |
| 2007                                     | Turn It On Again: The Hits - The Tour Edition - Vydáno: 4. června 2007 - Vydavatelství: - Formáty: | 5   | 132 | 9  |
| "—" denotes releases that did not chart. | |     |     |    |

### Box Sety
| 2007               | Genesis 1976-1982 - Vydáno: 2. dubna 2007 - Vydavatelství: - Formáty:      | —   | — | —  |
| 2007               | Genesis 1983-1998 - Vydáno: 1. října 2007 - Vydavatelství: - Formáty:      | —   | — | 57 |
| 2008               | Genesis 1970-1975 - Vydáno: 10. listopadu 2008 - Vydavatelství: - Formáty: | 151 | — | 22 |
| 2009               | Genesis Live 1973-2007 - Vydáno: 14. září 2009 - Vydavatelství: - Formáty: | —   | — | —  |
| „—“ neumístily se. |                                                                            |     |   |    |

### EP
| Vydáno          | Název           | Pozice (UK) |
| --------------- | --------------- | ----------- |
| 20. května 1977 | Spot the Pigeon | 14          |
| 10. května 1982 | 3 X 3           | 10          |

## Singly
| Rok  | Singl                                   | Pozice | Pozice | Pozice | Pozice | Pozice | Pozice | Pozice | Pozice | Pozice | Pozice | Album                                   |
| Rok  | Singl                                   | UK     | US     | CA     | AU     | FR     | NO     | SE     | SW     | AT     | GE     | Album                                   |
| ---- | --------------------------------------- | ------ | ------ | ------ | ------ | ------ | ------ | ------ | ------ | ------ | ------ | --------------------------------------- |
| 1968 | "The Silent Sun"                        | —      | —      | —      | —      | —      | —      | —      | —      | —      | —      | From Genesis to Revelation              |
| 1968 | "A Winter's Tale"                       | —      | —      | —      | —      | —      | —      | —      | —      | —      | —      | Nealbový singl                          |
| 1969 | "Where the Sour Turns to Sweet"         | —      | —      | —      | —      | —      | —      | —      | —      | —      | —      | From Genesis to Revelation              |
| 1971 | "The Knife" (Part 1)                    | —      | —      | —      | —      | —      | —      | —      | —      | —      | —      | Trespass                                |
| 1972 | "Happy the Man"                         | —      | —      | —      | —      | —      | —      | —      | —      | —      | —      | Non-album single                        |
| 1974 | "I Know What I Like (In Your Wardrobe)" | 21     | —      | —      | —      | —      | —      | —      | —      | —      | —      | Selling England by the Pound            |
| 1974 | "Counting Out Time"                     | —      | —      | —      | —      | —      | —      | —      | —      | —      | —      | The Lamb Lies Down on Broadway          |
| 1975 | "The Carpet Crawlers"                   | —      | —      | —      | —      | —      | —      | —      | —      | —      | —      | The Lamb Lies Down on Broadway          |
| 1976 | "A Trick of the Tail"                   | —      | —      | —      | —      | —      | —      | —      | —      | —      | —      | A Trick of the Tail                     |
| 1976 | "Ripples"                               | —      | —      | —      | —      | —      | —      | —      | —      | —      | —      | A Trick of the Tail                     |
| 1977 | "Your Own Special Way"                  | 43     | 62     | —      | —      | —      | —      | —      | —      | —      | —      | Wind and Wuthering                      |
| 1977 | "Match of the Day" "Pigeons"†           | 14     | —      | —      | —      | —      | —      | 9      | —      | —      | —      | Spot the Pigeon                         |
| 1978 | "Follow You Follow Me"                  | 7      | 23     | 25     | 16     | —      | —      | —      | 6      | 15     | 8      | ...And Then There Were Three...         |
| 1978 | "Many Too Many"                         | 43     | —      | —      | —      | —      | —      | —      | —      | —      | 41     | ...And Then There Were Three...         |
| 1978 | "Go West Young Man (In the Motherlode)" | —      | —      | —      | —      | —      | —      | —      | —      | —      | —      | ...And Then There Were Three...         |
| 1980 | "Turn It on Again"                      | 8      | 58     | —      | —      | —      | —      | —      | —      | —      | 66     | Duke                                    |
| 1980 | "Duchess"                               | 46     | —      | —      | —      | —      | —      | —      | —      | —      | —      | Duke                                    |
| 1980 | "Misunderstanding"                      | 42     | 14     | 1      | —      | —      | —      | —      | —      | —      | —      | Duke                                    |
| 1981 | "Abacab"                                | 9      | 26     | —      | 35     | —      | 8      | —      | —      | —      | 28     | Abacab                                  |
| 1981 | "No Reply at All"                       | —      | 29     | 7      | 74     | —      | —      | —      | —      | —      | —      | Abacab                                  |
| 1981 | "Keep It Dark"                          | 33     | —      | —      | —      | —      | —      | —      | —      | —      | —      | Abacab                                  |
| 1982 | "Man on the Corner"                     | 41     | 40     | 28     | —      | —      | —      | —      | —      | —      | —      | Abacab                                  |
| 1982 | "Paperlate" "You Might Recall"‡         | 10     | 32     | 25     | 73     | —      | —      | —      | —      | —      | 36     | 3X3                                     |
| 1983 | "Mama"                                  | 4      | 73     | 43     | 45     | 3      | 3      | 2      | 2      | 10     | 4      | Genesis                                 |
| 1983 | "That's All"                            | 16     | 6      | 14     | 62     | —      | —      | —      | 15     | 19     | 27     | Genesis                                 |
| 1983 | "Home by the Sea"                       | —      | —      | —      | 80     | —      | —      | —      | —      | —      | —      | Genesis                                 |
| 1984 | "Illegal Alien"                         | 46     | 44     | —      | —      | —      | —      | —      | —      | —      | —      | Genesis                                 |
| 1984 | "Taking It All Too Hard"                | —      | 50     | —      | —      | —      | —      | —      | —      | —      | —      | Genesis                                 |
| 1986 | "Invisible Touch"                       | 15     | 1      | 6      | 3      | —      | —      | —      | 13     | —      | 16     | Invisible Touch                         |
| 1986 | "Throwing It All Away"                  | 22     | 4      | 12     | 91     | —      | —      | —      | —      | —      | —      | Invisible Touch                         |
| 1986 | "Land of Confusion"                     | 14     | 4      | 8      | 21     | —      | —      | 10     | 8      | 27     | 7      | Invisible Touch                         |
| 1987 | "In Too Deep"                           | 19     | 3      | 15     | 17     | —      | —      | —      | —      | —      | 55     | Invisible Touch                         |
| 1987 | "Tonight, Tonight, Tonight"             | 18     | 3      | 19     | 93     | —      | —      | —      | —      | —      | 23     | Invisible Touch                         |
| 1991 | "No Son of Mine"                        | 6      | 12     | 1      | 29     | 13     | 4      | 13     | 8      | 7      | 3      | We Can't Dance                          |
| 1991 | "I Can't Dance"                         | 7      | 7      | 3      | 7      | 9      | —      | 13     | 8      | 2      | 4      | We Can't Dance                          |
| 1992 | "Hold on My Heart"                      | 16     | 12     | 1      | 63     | 19     | —      | —      | —      | —      | 45     | We Can't Dance                          |
| 1992 | "Jesus He Knows Me"                     | 20     | 23     | 11     | 56     | 27     | —      | 38     | —      | 26     | 13     | We Can't Dance                          |
| 1992 | "Never a Time"                          | —      | 21     | 9      | —      | —      | —      | —      | —      | —      | 56     | We Can't Dance                          |
| 1992 | "Invisible Touch" (Live)                | 7      | —      | —      | —      | —      | —      | —      | —      | —      | —      | The Way We Walk, Volume One: The Shorts |
| 1993 | "Tell Me Why"                           | 40     | —      | —      | —      | 27     | —      | —      | —      | —      | 51     | We Can't Dance                          |
| 1997 | "Congo"                                 | 29     | —      | 28     | —      | —      | —      | —      | 32     | 35     | 31     | ...Calling All Stations...              |
| 1997 | "Shipwrecked"                           | 54     | —      | —      | —      | —      | —      | —      | —      | —      | 82     | ...Calling All Stations...              |
| 1998 | "Not About Us"                          | 66     | —      | —      | —      | —      | —      | —      | —      | —      | 81     | ...Calling All Stations...              |
| 1999 | "The Carpet Crawlers 1999"              | —      | —      | —      | —      | —      | —      | —      | —      | —      | 72     | Turn It on Again: The Hits              |
| 2006 | "The Silent Sun 2006"                   | —      | —      | —      | —      | —      | —      | —      | —      | —      | —      | Nealbový singl                          |

## Video alba
| Vydáno | Název                             |
| ------ | --------------------------------- |
| 1976   | Genesis: In Concert               |
| 1982   | Three Sides Live                  |
| 1984   | The Mama Tour                     |
| 1987   | Visible Touch                     |
| 1988   | Invisible Touch Tour              |
| 1991   | Genesis: A History                |
| 2001   | The Genesis Songbook              |
| 2002   | The Way We Walk - Live in Concert |
| 2003   | Genesis Live at Wembley Stadium   |
| 2004   | The Video Show                    |
| 2008   | When in Rome 2007                 |
| 2009   | Genesis The Movie Box             |